# Aillutticus raizeri
Aillutticus raizeri là một loài nhện trong họ Salticidae.
Loài này thuộc chi Aillutticus. Aillutticus raizeri được Hipólito Ruiz López & Antonio D. Brescovit miêu tả năm 2006.